# Поульсен, Сёрен Папе
Сёрен Папе Поульсен (дат. Søren Pape Poulsen, 31 декабря 1971 г. — 2 марта 2024 г.) — датский политик, член Фолькетинга от Консервативной народной партии и её лидер (2014—2024). Мэр муниципалитета Виборг (2010—2014). Министр юстиции Дании (2016—2019).

## Биография
Папе Поульсен получил образование в области судоходства в Grundfos.
Папе Поульсен был избран в муниципальный совет муниципалитета Бьеррингбро в 2001 году. После датской муниципальной реформы в 2007 году муниципалитет Бьеррингбро стал частью нового муниципалитета Виборг, и Поульсен продолжил свою работу в новом муниципальном совете. После местных выборов 2009 года он сформировал большинство с социал-демократами, Социалистической народной партией и Датской народной партией и стал мэром Виборга. На выборах 2013 года консерваторы удвоили свое представительство в совете, и Папе Поульсен был переизбран на пост мэра.
6 августа 2014 года Ларс Барфоэд ушёл с поста лидера Консервативной народной партии и заявил, что хотел бы, чтобы Папе Поульсен стал его преемником на посту лидера. На следующий день парламентская группа единогласно избрала его политическим лидером до партийного съезда 26 сентября 2014 года. Он был мэром до среды, 3 сентября 2014 года, когда мэром стал Торстен Нильсен из Консервативной народной партии.
18 июня 2015 года Папе Поульсен стал членом фолькетинга от Западной Ютландии.
28 ноября 2016 года Папе Поульсен был назначен министром юстиции в третьем кабинете премьер-министра Ларса Лёкке Расмуссена и занимал должность до 25 июня 2019 года.
15 августа 2022 года Папе Поульсен, в то время как консерваторы достигли одного из самых высоких рейтингов за последние годы, объявил, что он пойдет на выборы 2022 года в качестве кандидата на пост премьер-министра. Опрос за два месяца до выборов показал, что Папе Поульсен был явным фаворитом перед другим кандидатом правого крыла Якобом Эллеманн-Йенсеном, но по мере приближения выборов Папе Поульсен становился все менее популярным и в итоге потерял два места на выборах, состоявшихся 1 ноября 2022 года.
10 августа 2014 года Папе Поульсен совершил каминг-аут как гей, одновременно объявив о своих отношениях с Хосуэ Мединой Васкесом, выходцем из Доминиканской Республики. Они были помолвлены в 2017 году, а поженились в 2021 году. 14 сентября 2022 года Поульсен объявил, что они разводятся из-за того, что Медина утаил информацию о своем прошлом, в частности то, что он не является евреем и не имеет родственных связей с президентом Доминиканской Республики (как он утверждал это ранее).. После этого скандала популярность его партии упала в несколько раз как раз перед выборами, почти полностью в пользу умеренных.
Папе Поульсен потерял сознание 1 марта 2024 года во время заседания исполнительного комитета партии в Вейене и умер после того, как его доставили в университетскую больницу Оденсе от кровоизлияния в мозг. Генеральный секретарь Консервативной народной партии Сёрен Вандсё, которого называли «верным оруженосцем» Папе Поульсена, был рядом с Папе Поульсеном, когда тот умер.
Похоронная церемония, которую возглавил епископ Выборгский Хенрик Стубкьер, состоялась в Выборгском соборе 9 марта 2024 года, прах захоронен в церкви Бьеррингбро.